# Battling with Buffalo Bill

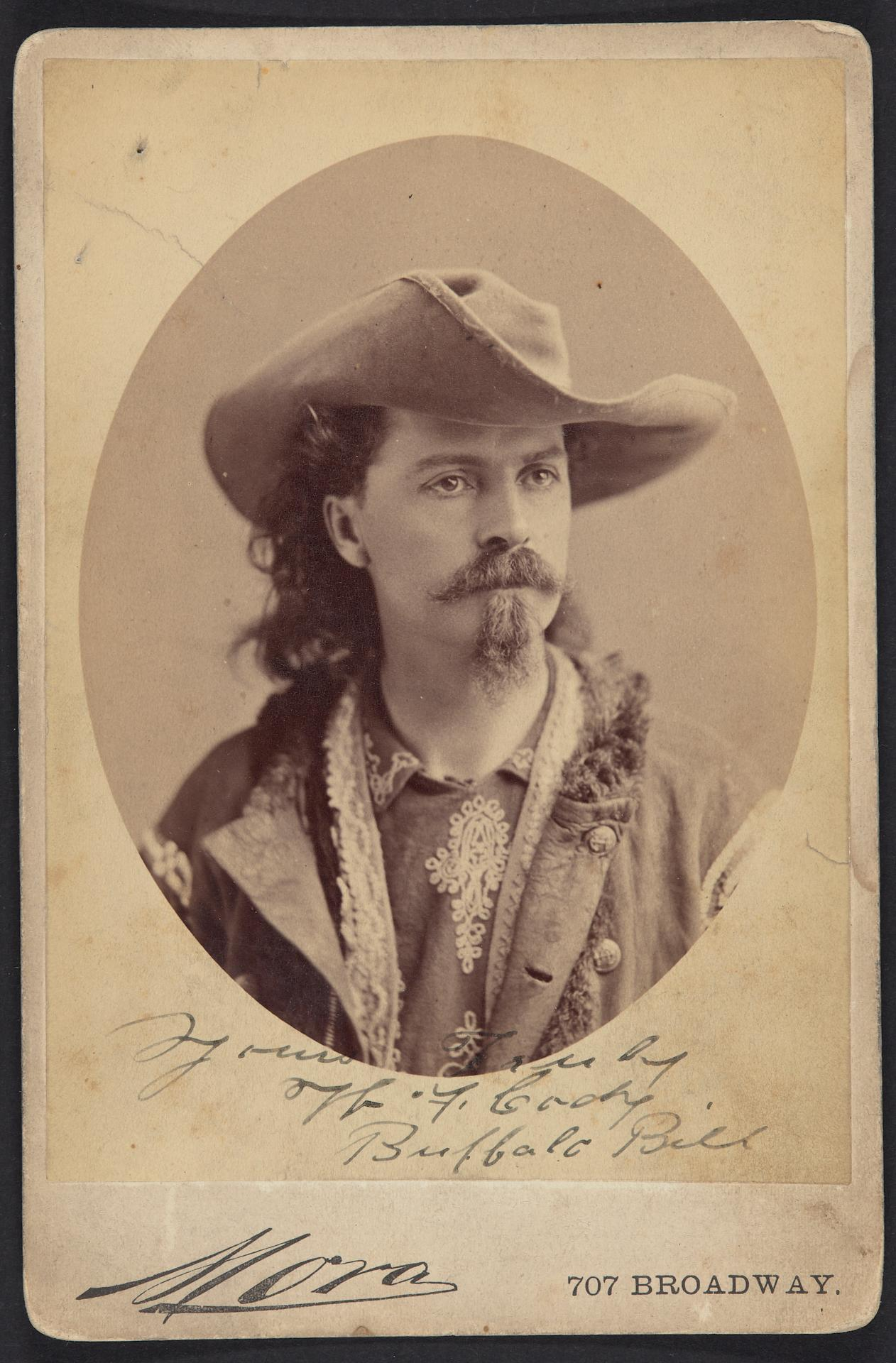
Buffalo Bill, autor do livro "The Great West That Was" e personagem do seriado.

Battling with Buffalo Bill é um seriado estadunidense de 1931, gênero bangue-bangue, dirigido por Ray Taylor, em  12 capítulos, estrelado por Tom Tyler, Lucile Browne, William Desmond e Francis Ford. Produzido e distribuído pela Universal Pictures, foi baseado no livro The Great West That Was, de William "Buffalo Bill" Cody. Veiculou nos cinemas estadunidenses a partir de 28 de novembro de 1931.
Este seriado foi o 78º seriado, o 10º com som e o 4º totalmente sonorizado, dos 137 seriados da Universal Pictures.

## Sinopse
Ao ser descoberta uma jazida de ouro, o jogador Jim Rodney pretende fazer reivindicação exclusiva da terra, expulsando os legítimos proprietários. Para isso, matam uma mulher indígena, provocando ataques de sua tribo. Esse fato traz Buffalo Bill e a cavalaria dos Estados Unidos para a cidade, na tentativa de derrotar Rodney e seus planos.

## Elenco
- Tom Tyler … William "Buffalo Bill" Cody
- Lucile Browne … Jane Mills
- William Desmond … John Mills
- Rex Bell … Dave Archer, ajudante de Buffalo Bill. Este seriado chamou a atenção de Trem Carr sobre Rex Bell, que decidiu faze-lo a estrela de nove filmes da Monogram Pictures, começando com From Broadway to Cheyenne, em 1932.[3]
- Francis Ford … Jim Rodney
- George Regas … 'Breed' Johns
- Yakima Canutt … Scout Jack Brady
- Bud Osborne … Joe Tampas
- Joe Bonomo … Joe Brady
- Bobby Nelson … Ezra Podge
- Chief Thunderbird … Chefe Thunder Bird
- Jim Thorpe … Swift Arrow
- Bob Reeves ... Bob (não creditado)
- Edmund Cobb ... Andy (não creditado)
- Buck Connors. Homem na cidade (não-creditado)
- Charles Brinley ... Homem na cidade (cap. 1, não-creditado)

## Produção
Este seriado foi baseado no livro "The Great West That Was", de Buffalo Bill Cody, que também servira de inspiração para três seriados anteriores da Universal: In the Days of Buffalo Bill, de 1922; Fighting With Buffalo Bill, de 1926, também sob a direção de Ray Taylor, ainda na era muda, e The Indians Are Coming, de 1930, o primeiro seriado totalmente sonoro.

## Capítulos
1. Captured by Redskins
2. Circling Death
3. Between Hostile Tribes
4. The Savage Horde
5. The Fatal Plunge
6. Trapped
7. The Unseen Killer
8. Sentenced to Death
9. The Death Trap
10. A Shot from Ambush
11. The Flaming Death
12. Cheyenne Vengeance

Fonte:

## Seriado no Brasil
“Battling With Buffalo Bill” estreou no Brasil em 3 de julho de 1932, no Cine Cambuci, em São Paulo, sob o título “Aventuras de Buffalo Bill”. Anteriormente, em 1927, o seriado Fighting With Buffalo Bill (1926), também da Universal Pictures, estreara no Brasil sob o título “As Aventuras de Buffalo Bill”.